# Бакстер, Эл
Аластер «Эл» Бакстер (англ. Al Baxter, родился 21 января 1977 года) — австралийский регбист, игравший на позиции пропа.

## Биография
Окончил Сиднейскую англиканскую школу и Сиднейский университет (специальность — архитектура). На уровне любителя выступал за сиднейский клуб «Норзерн Сабёрбз», профессиональную карьеру провёл в клубе «Уаратаз» Супер Регби в 1999—2011 годах. Является вторым игроком в истории клуба, сыгравшим более 100 матчей (в его активе 130 игр), свою первую попытку в «Супер Регби» занёс в 100-м матче за клуб. В 2005 году и 2008 годах он доходил до финала Супер12, и оба раза «Уаратаз» проигрывали команде «Крусейдерс». Отметку в 100 игр за клуб он преодолел в 2010 году, сыграв в чемпионате Супер Регби против «Сентрал Читаз». Карьеру завершил в 2011 году, занявшись профессиональной деятельностью в сфере архитектуры.
За сборную Австралии Бакстер сыграл 69 игр, дебютировав на Кубке Бледислоу 2003 года против Новой Зеландии — финальном матче Кубка трёх наций. В составе второй сборной Австралии он провёл турне по Японии, а также сыграл на домашнем чемпионате мира, проведя все матчи от матча открытия против Аргентины до финала против Англии. 29 сентября 2007 года занёс первую и единственную попытку за сборную Австралии на чемпионате мира во Франции в игре против Канады. Седьмой игрок в истории сборной Австралии, сыгравший более 50 матчей (50-й как раз был против Канады, где Эл занёс попытку). Всего в его активе 69 встреч за сборную.
Проживает в Сиднее с женой и тремя детьми, занимает пост в руководстве клуба «Уаратаз».